# Jamboree mondial de 2002

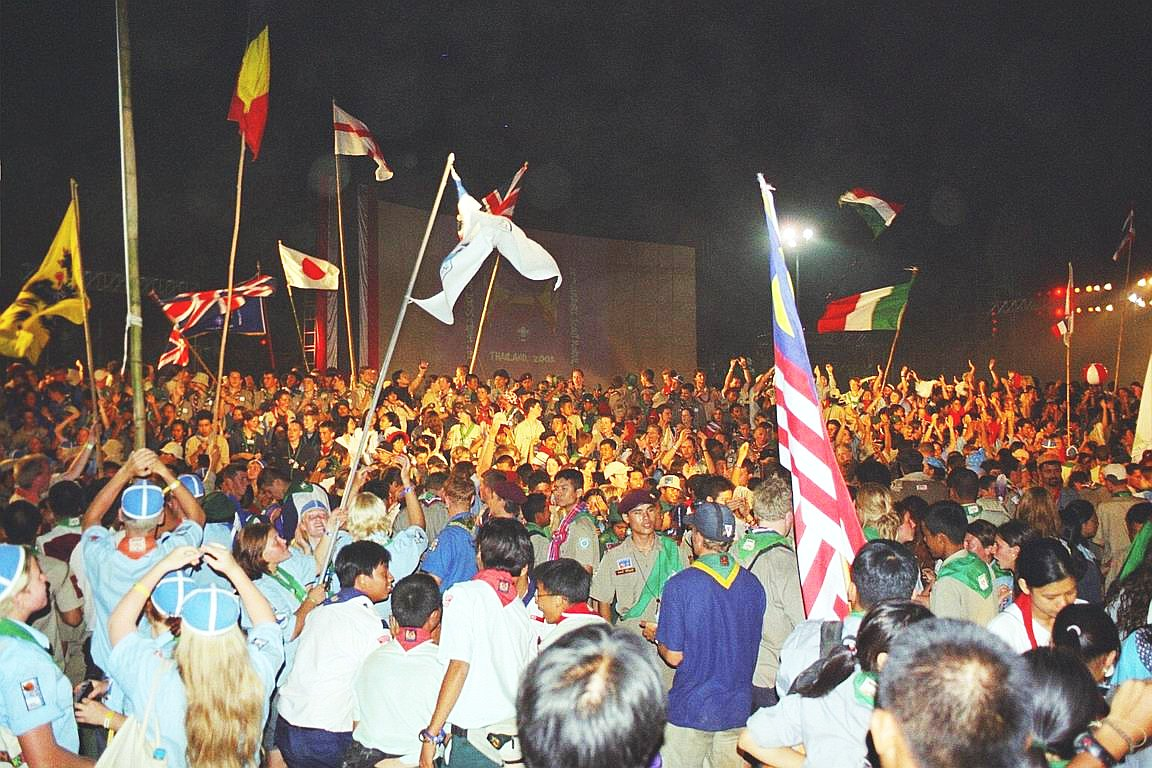
fr:20e Jamboree Scout Mondial (Cérémonie de clôture)

Le 20e Jamboree scout s'est déroulé en Thaïlande, à Sattahip, à 100 kilomètres de Bangkok. 
30 000 scouts du monde entier s'y sont retrouvés du 28 décembre 2002 au 8 janvier 2003, autour du thème Partageons notre monde, partageons notre culture.